# آلوارو والنته
آلوارو والنته (انگلیسی: Álvaro; ۲۴ سپتامبر ۱۹۳۱ – ۲۱ سپتامبر ۱۹۹۱) بازیکن سابق فوتبال و مربی اهل برزیل بود. او در پست مهاجم برای جاباکوارا، سانتوس و اتلتیکو مادرید بازی کرد. آلوارو در ۹ بازی رسمی برای تیم ملی فوتبال برزیل در سال‌های ۱۹۵۵ و ۱۹۵۶ به میدان رفت.